# Tolosa (Spanje)
Tolosa is een gemeente in de Spaanse provincie Gipuzkoa in de regio Baskenland met een oppervlakte van 37 km². Tolosa telt 19.175 inwoners (1 januari 2016).

## Geboren in Tolosa
- Josu Agirre (23 mei 1981), wielrenner
- Xabi Alonso (25 november 1981), voetballer
- Lara Arruabarrena (20 maart 1992), tennisspeelster

## Demografische ontwikkeling
Bron: INE; 1857-2011: volkstellingen